# Walter Voltmer

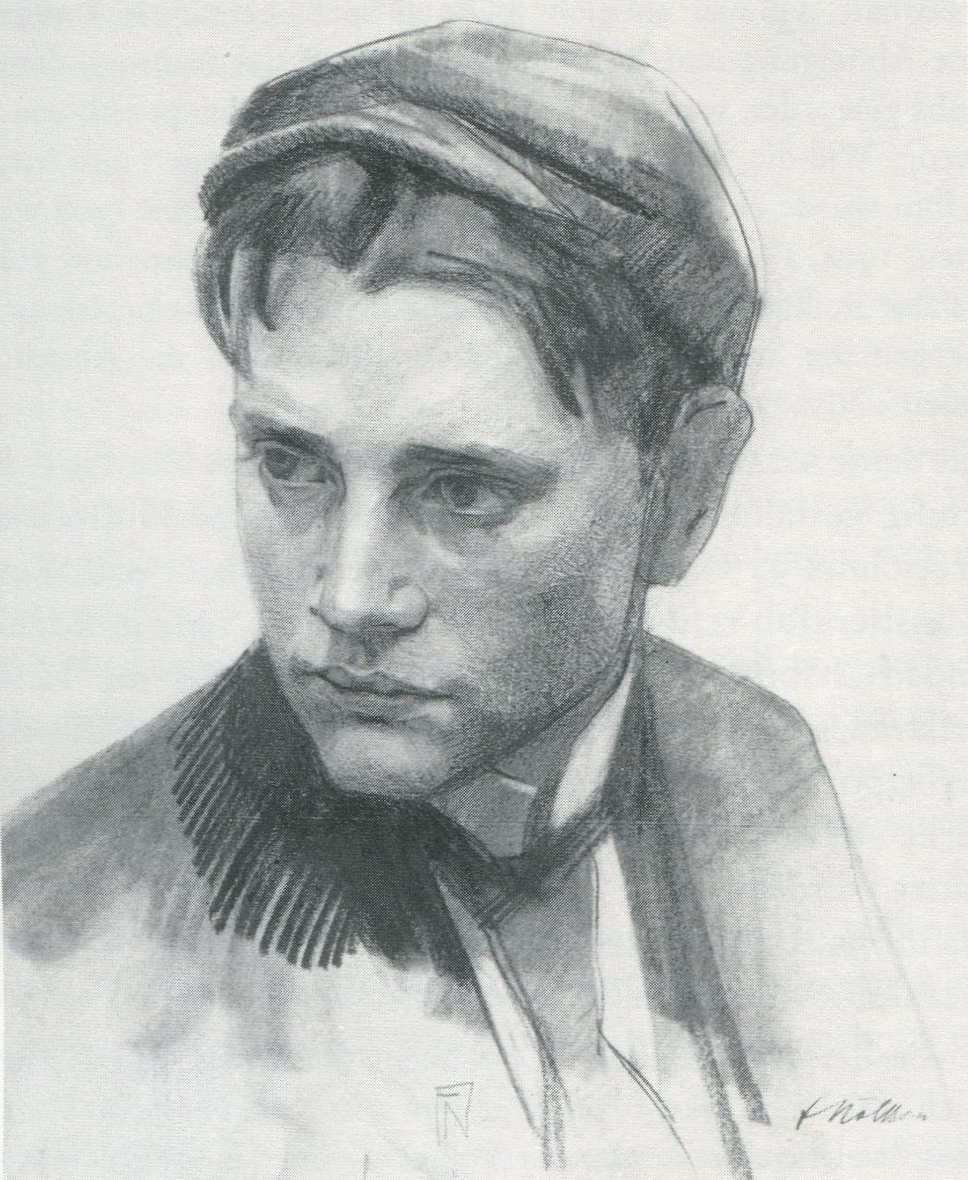
Walter Voltmer 1902. Zeichnung von Franz Nölken

Walter E. Voltmer (* 3. Februar 1884 in Altona bei Hamburg; † 13. November 1972 in München) war ein deutscher Landschaftsmaler, Buchillustrator und Graphiker.
Voltmer wurde als Sohn des Fabrikanten Julius Voltmer und der Alice Voltmer (geb. Hardman) 1884 in Altona geboren. Er war in erster, später geschiedener Ehe ab 1909 mit der Malerin Margarete Gestefeld verheiratet, mit der er drei Kinder hatte, darunter die Malerin Elke Wulk-Voltmer (* 1914 in Hamburg). Auch aus der im Jahre 1928 mit Gertrud von Wolf eingegangenen zweiten Ehe gingen drei Kinder hervor.
Dem Schüler Arthur Siebelists, der sowohl an der Pariser Académie Julian als auch an der Hamburger Kunstgewerbeschule studierte, stand ab 1905 ein eigenes Atelier zur Verfügung.
Ab 1903 bis 1905 war er Mitglied des Hamburgischen Künstlerklubs.
In beiden Weltkriegen kam der Zeichenlehrer einer Oberrealschule (1928–1947) als Soldat zum Einsatz. 
Motivschwerpunkte seiner Werke waren norddeutsche Landschaften und Elbansichten.

## Werke (Auswahl)
- Blick vom Falkensteiner Ufer auf die Elbe, um 1910
- Lüneburger Heidelandschaft, 1922
- Alpenlandschaft, 1959
- Lübecker Bucht vom Sierksdorfer Ufer aus, 1926